# Fjälkestads socken
Fjälkestads socken i Skåne ingick i Villands härad, uppgick 1967 i Kristianstads stad och området ingår sedan 1971 i Kristianstads kommun och motsvarar från 2016 Fjälkestads distrikt.
Socknens areal är 53,04 kvadratkilometer varav 49,95 land.  År 2000 fanns här 331 invånare. Råbelövs slott, delar av tätorterna Balsby och Torsebro samt kyrkbyn Fjälkestad med sockenkyrkan Fjälkestads kyrka ligger i socknen.

## Administrativ historik
Socknen har medeltida ursprung som Filkestad socken. 1836 införlivades Råbelövs socken och namnet byttes till Fjälkestad med Råbelövs socken (till 1883).
Vid kommunreformen 1862 övergick socknens ansvar för de kyrkliga frågorna till Fjälkestads församling och för de borgerliga frågorna bildades Fjälkestads landskommun. Landskommunen uppgick 1952 i Nosaby landskommun som 1967 uppgick i Kristianstads stad som ombildades 1971 till Kristianstads kommun. Församlingen uppgick 2006 i Nosaby församling.
1 januari 2016 inrättades distriktet Fjälkestad, med samma omfattning som församlingen hade 1999/2000.  
Socknen har tillhört län, fögderier, tingslag och domsagor enligt vad som beskrivs i artikeln Villands härad. De indelta soldaterna tillhörde Norra skånska infanteriregementet, Livkompaniet och Skånska dragonregementet, Christianstads skvadron, Majorns kompani.

## Geografi
Fjälkestads socken ligger närmast norr om Kristianstad med Råbelövssjön i öster och Helge å i väster. Socknen är en odlad slättbygd i söder och en småkuperad skogsbygd i norr med höjder som på Balsberget når 197 meter över havet.

## Fornlämningar
Från stenåldern finns boplatser och en dös. Från bronsåldern finns gravhögar, gravrösen och skålgropsförekomster. Från järnåldern finns ett gravfält och resta stenar. Ett fynd av en urna från stenåldern påträffades 1929 i Röstved.

## Namnet
Namnet skrevs 1420 Fielckestadtt och kommer från kyrkbyn. Efterleden är sta(d), 'plats, ställe'. Förleden kan innehålla felke, filke, 'slem' syftande på kärrmarker..
Namnet var tidigt Filkestad socken och mellan 1836 och 1883 Fjelkestad med Råbelövs socken.